# Мидтаун Манхатън
Мидта́ун Манхатън (на английски: Midtown Manhattan) е част от нюйоркския административен район Манхатън между 14-а улица на юг и 59-а улица и Централния парк на север.
Делови и търговски район. Тук се намират много известни небостъргачи и комплекси, в това число Емпайър Стейт Билдинг, Рокфелер Сентър, Фондация Форд, Крайслер Билдинг, седалището на ООН, Бродуей, Таймс Скуеър.